# Convención Nacional Demócrata

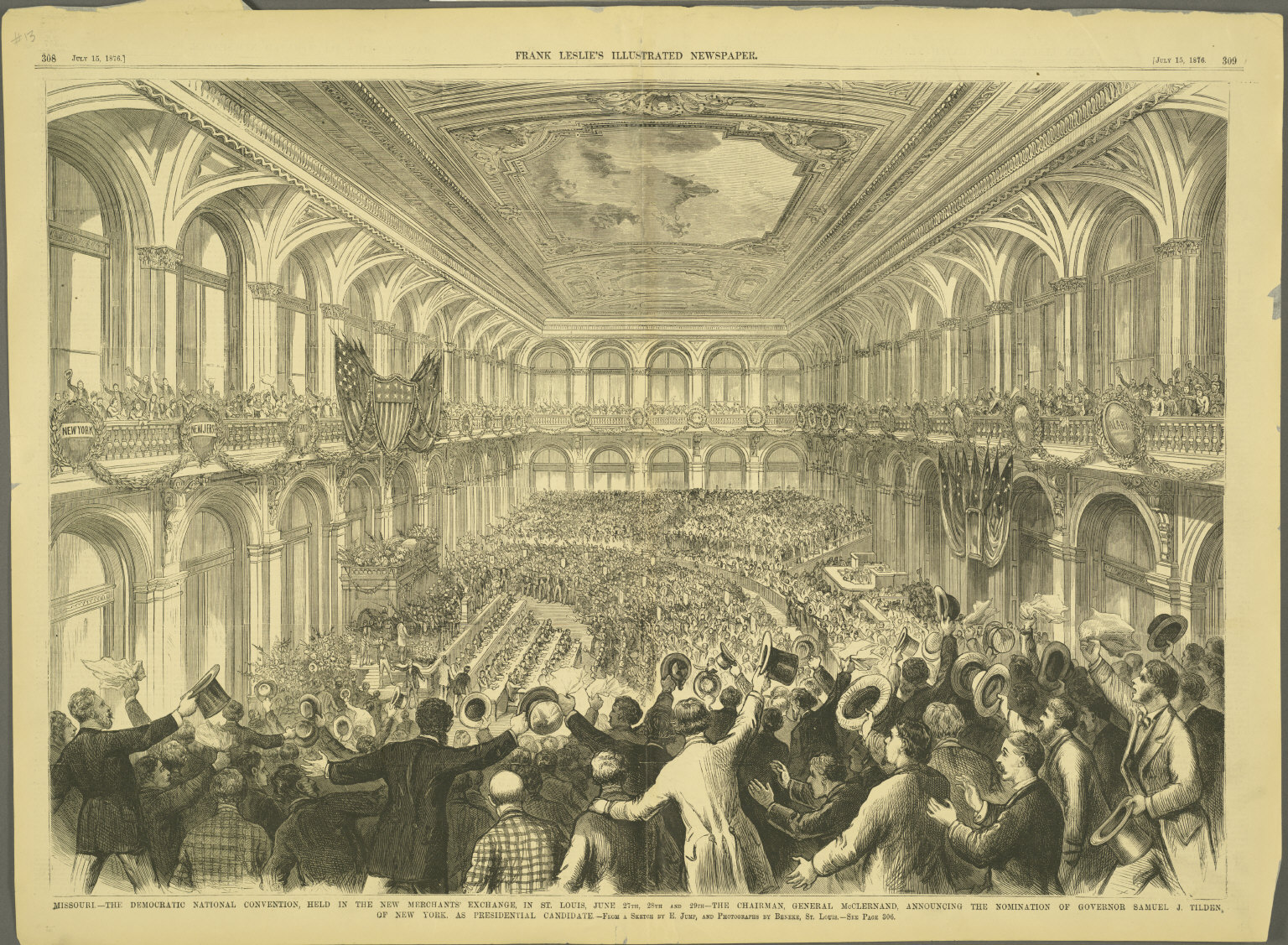
Convención Demócrata de 1876

La Convención Nacional Demócrata es una instancia dentro del Partido Demócrata de los Estados Unidos mediante la cual se designa al candidato a presidente y vicepresidente y se toman, además, otras políticas partidistas. Las convenciones se realizan cada cuatro años desde 1832. Son organizadas por el Comité Nacional Demócrata y tienen presencia de delegados electos por cada Estado de los Estados Unidos y territorios como Puerto Rico y las Islas Vírgenes así como de los denominados superdelegados (senadores, gobernadores, miembros y exmiembros del Comité Nacional, expresidentes, etc). La Convención Nacional Demócrata demarca el fin de la elección primaria y el arranque de la campaña presidencial.

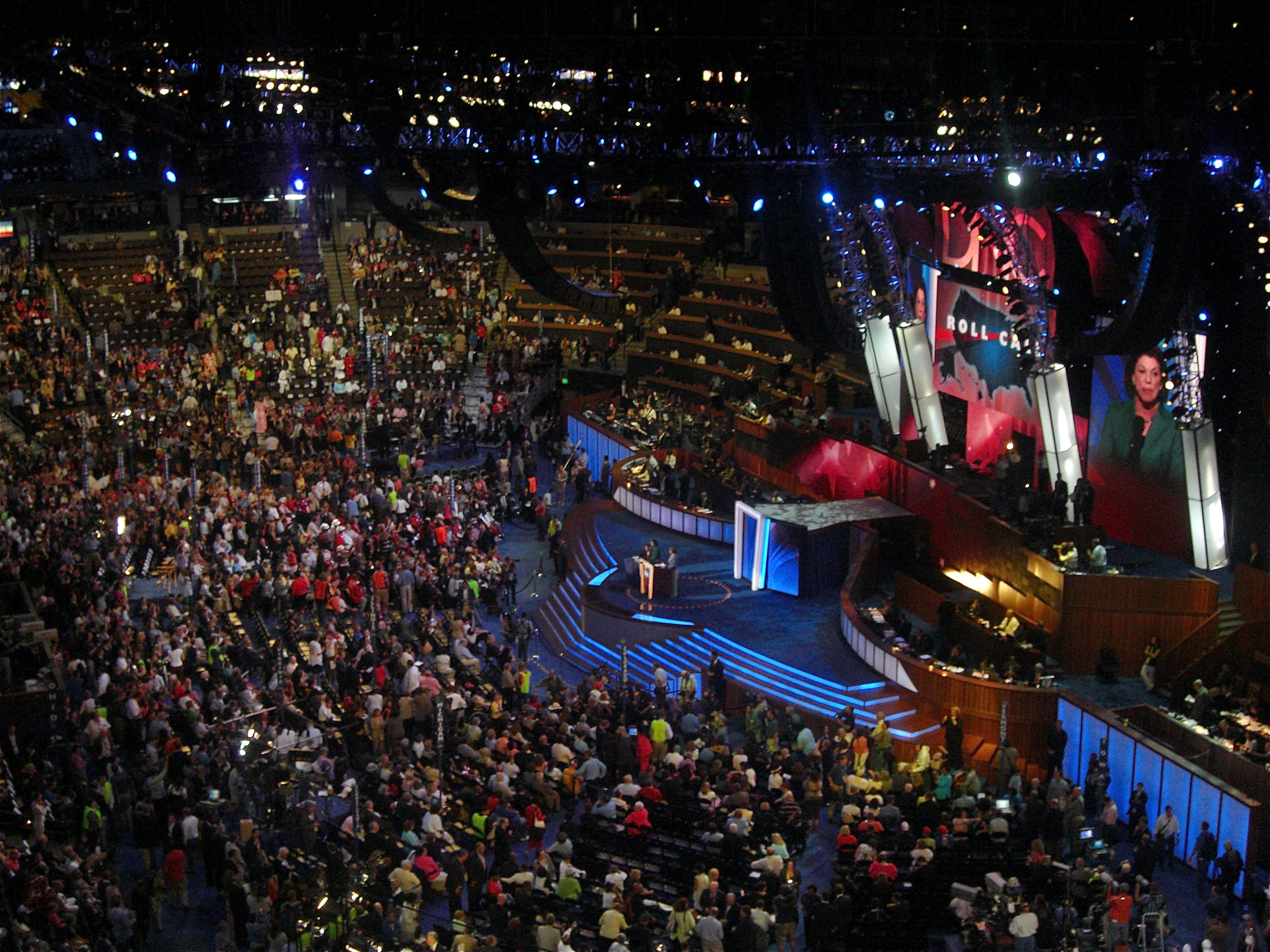
Secretaria General Alice Travis Germond presidiendo una votación en 2008

La primera Convención Nacional Demócrata se realizó en Baltimore el 21 de mayo de 1832 en aras de mostrar el apoyo a Martin Van Buren. Se estableció entonces que el nominado presidencial debía tener el apoyo de dos tercios de los delegados, lo cual hacía bastante difícil en algunas ocasiones lograr la mayoría necesaria haciendo que algunas convenciones se extendieran por mucho tiempo y se realizaran muchas rondas de votación, por lo que este requisito se flexibilizó con el tiempo. En 1948 adoptan una tabla propuesta por los liberales del norte que pedía derechos civiles, y a partir de 1972 se iniciaron reformas al proceso de selección de candidaturas dándole más peso a las elecciones primarias. También se crearon cuotas de delegados específicas para mujeres y minorías étnicas y se inició el debate sobre temas polémicos como el aborto y los derechos de la diversidad sexual. Estas reformas fomentadas por George McGovern le ayudaron a ser electo candidato presidencial demócrata.
A pesar de que el proceso de primarias tiende a reducir el disenso durante la Convención, la existencia de convenciones contestadas (donde el ganador de las primarias es de todas formas disputado) siguieron sucediendo como cuando Ted Kennedy contestó la candidatura de Jimmy Carter en 1980. No obstante las dirigencias partidarias buscan evitar esto ya que normalmente las convenciones contestadas tienden a producir fracasos electorales. 